# Hagedorn (Unternehmen)

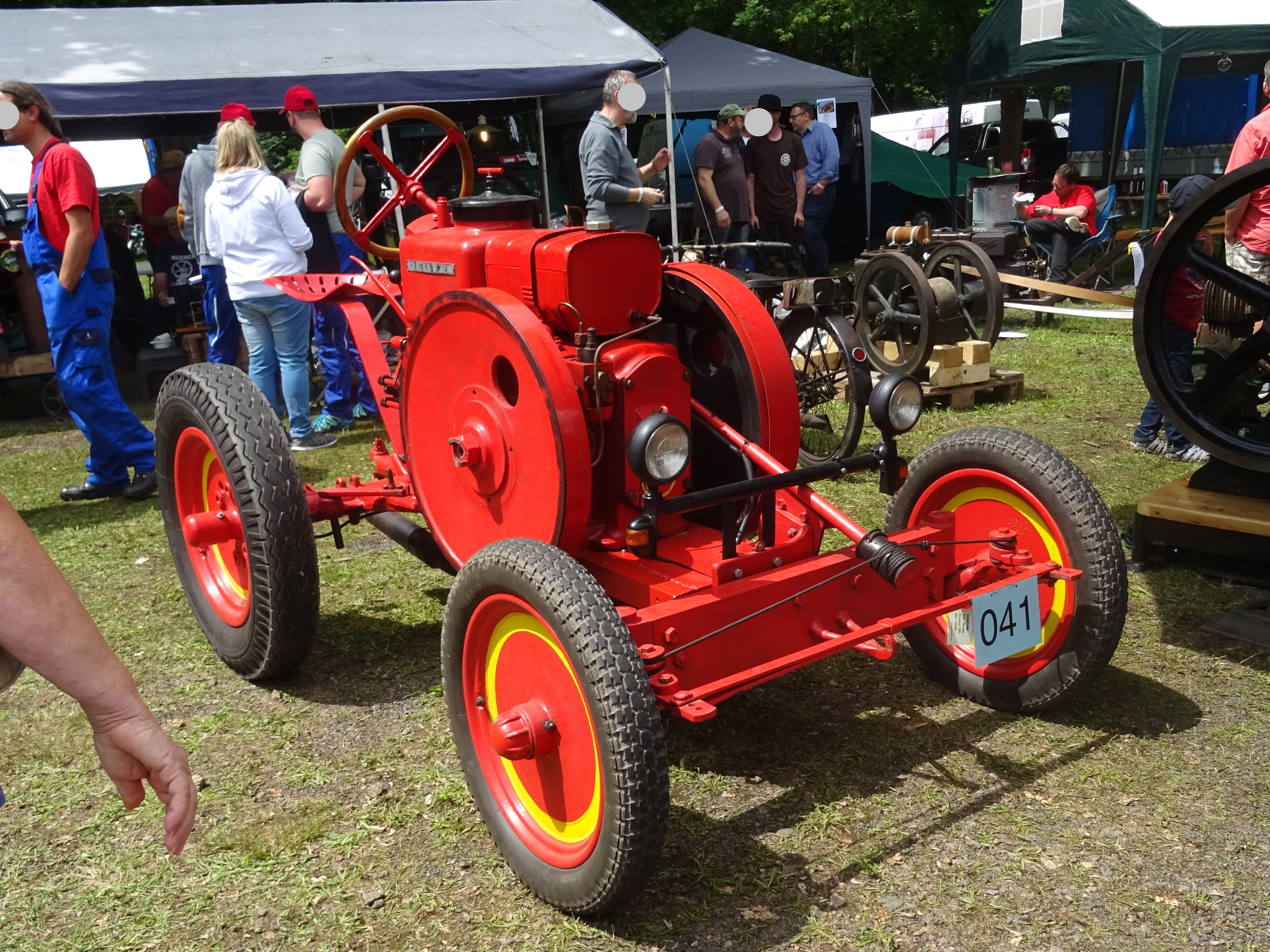
Hagedorn Westfalia Grasmäher

Hagedorn war ein Landmaschinen- und Traktorhersteller aus Warendorf (Westfalen).

## Geschichte
Ab 1902 stellte Hagedorn Landmaschinen unter den Marken Hagedorn und Westfalia her.
Aus Motorbalkenmähern entwickelte sich 1932 ein Kleinschlepper. 1936 wurde der erste Ackerschlepper vorgestellt, der in kleinen Stückzahlen produziert wurde.
Die Nachkriegsproduktion von Traktoren startete 1949, wurde aber schon 1952 wieder eingestellt.
Die Firma konzentrierte sich auf die Entwicklung und Fertigung von Landmaschinen und wurde besonders in den Bereichen Ladewagen, also Futter-Erntetechnik und Kartoffelsammelroder, zu einem namhaften Landmaschinenhersteller deutschland- und europaweit. Hagedorn konzentrierte sich zuletzt auf kleine und mittlere Ladewagen der Reihe Bison und Mammut. Als Ergänzung zu den Kartoffelerntemaschinen brachte Hagedorn auch Gemüseernte- und Verarbeitungsmaschinen auf den Markt. Hergestellt wurden insbesondere für den Spargel- und Gemüseanbau ein Spargeldammpflug, eine Spargelschneid- und Waschmaschine sowie verschiedene Karotten- und Zwiebelroder. Im Jahre 1992 wurde die Fertigung am Standort Warendorf eingestellt.

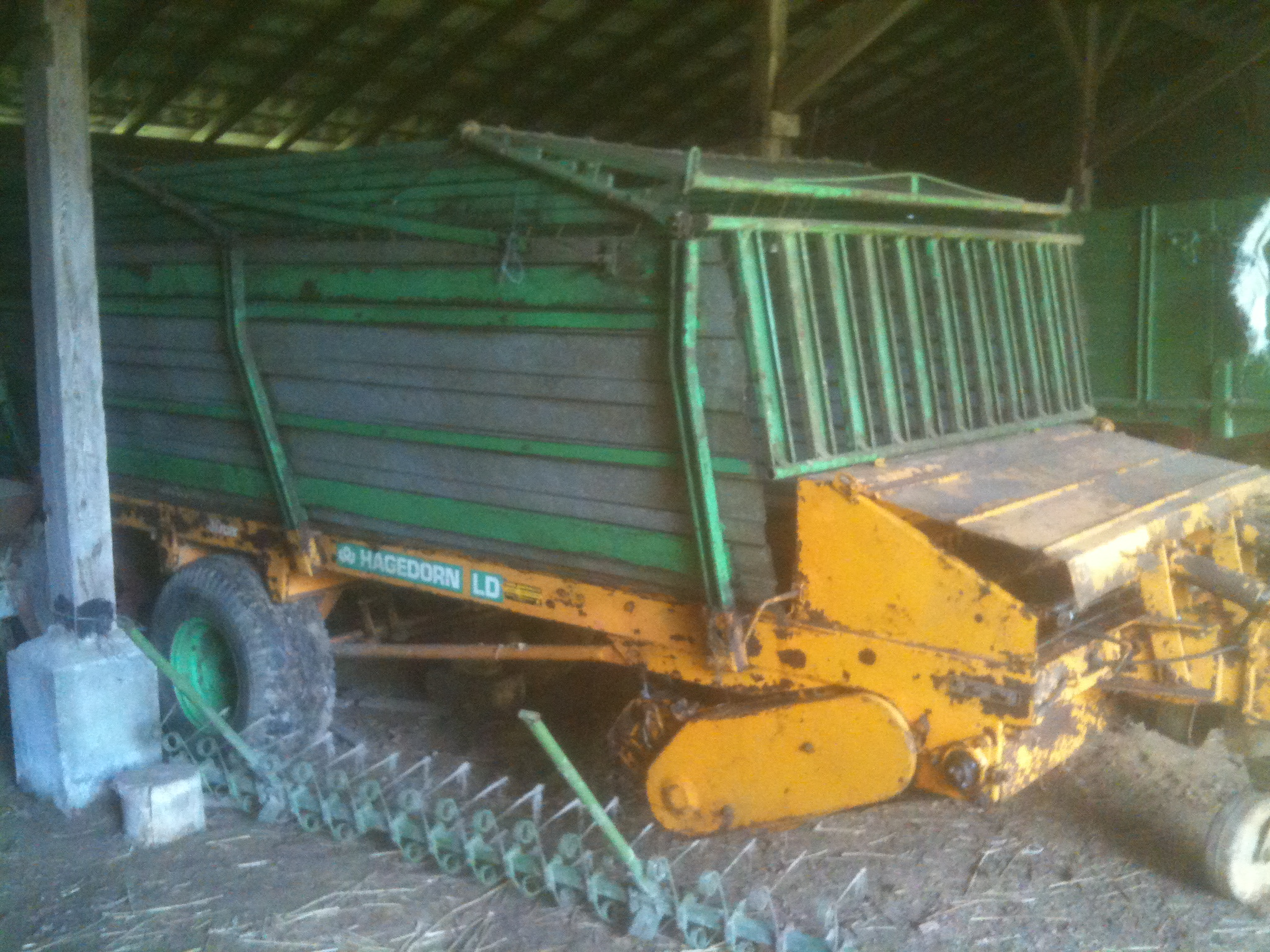
Hagedorn Ladewagen

 Heute (2008) sorgt die ehemalige Hagedorn-Werksvertretung, die Firma Odenwald Technik aus Buchen (Odenwald), für die Ersatzteilversorgung der Landmaschinen. Weltweit sind Hagedorn-Landmaschinen im Einsatz.